# Neitisuando

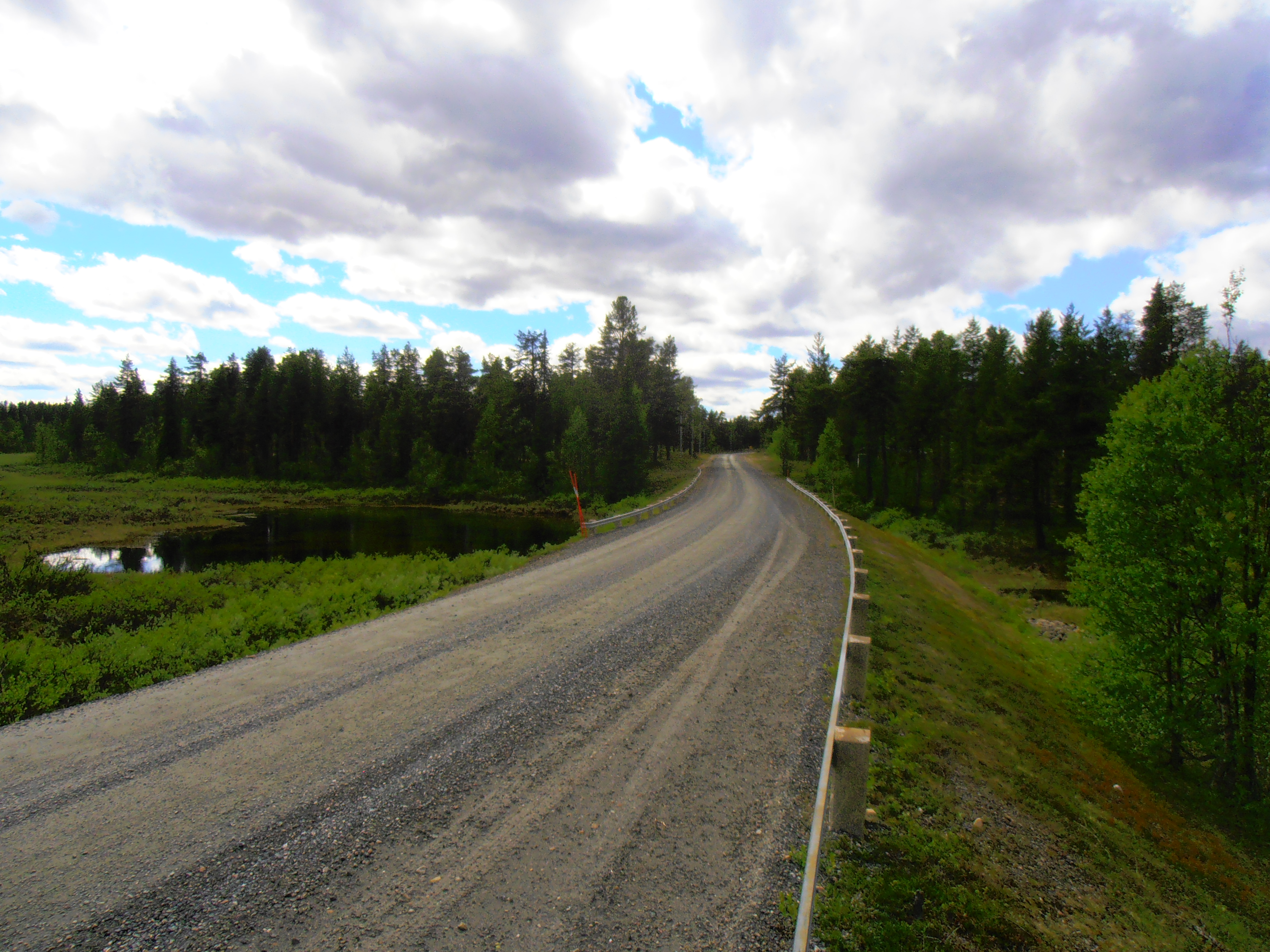
Vägen till Neitisuando.
Fotot togs i juni 2016.

Neitisuando (nordsamiska: Neitisavvon; meänkieli: Neitisuanto) är en ort i Gällivare kommun, Norrbottens län, mellan Gällivare och Skaulo, intill Kaitumäven.
Byn grundades eventuellt omkring 1680 av Clemet Olofsson. I juni 2016 fanns det enligt Ratsit nio personer över 16 år registrerade med Neitisuando som adress. Siffran nio gällde också vid folkräkningen den 31 december 1890 för antalet personer som uppgavs vara skrivna i byn Neitisuando.